# Petru Zadnipru
Petru Zadnipru (n. Zadneprov, n. 13 ianuarie 1927, Sauca, raionul Ocnița, Republica Moldova – d. 23 septembrie 1976, Chișinău, RSS Moldovenească, URSS) a fost poet din RSS Moldovenească.

## Biografie
A absolvit Universitatea de Stat din Chișinău în anul 1952.
A fost redactor-șef al revistei „Chipăruș”, secretar al Uniunii Scriitorilor din Moldova.
Poezia sa este descrisă ca sinceră, melodioasă, scrisă cu inima. Multe dintre versurile sale au fost puse pe note și cântate de solistul orchestrei „Folclor” Teodor Negară, consătean al poetului. A fost un bun prieten și susținător al tinerelor talente. A tradus din S. Esenin, V. Korotici, E. Evtușenko, R. Gamzatov ș.a.
Școala din satul de baștină, un liceu și una din străzile Chișinăului și Hînceștiului poartă numele poetului. Soția sa, Wanda, a fost redactor-șef al Redacției literare la Radio-Moldova. Au avut doi fii, Costică și Vlad, care au decedat prematur.

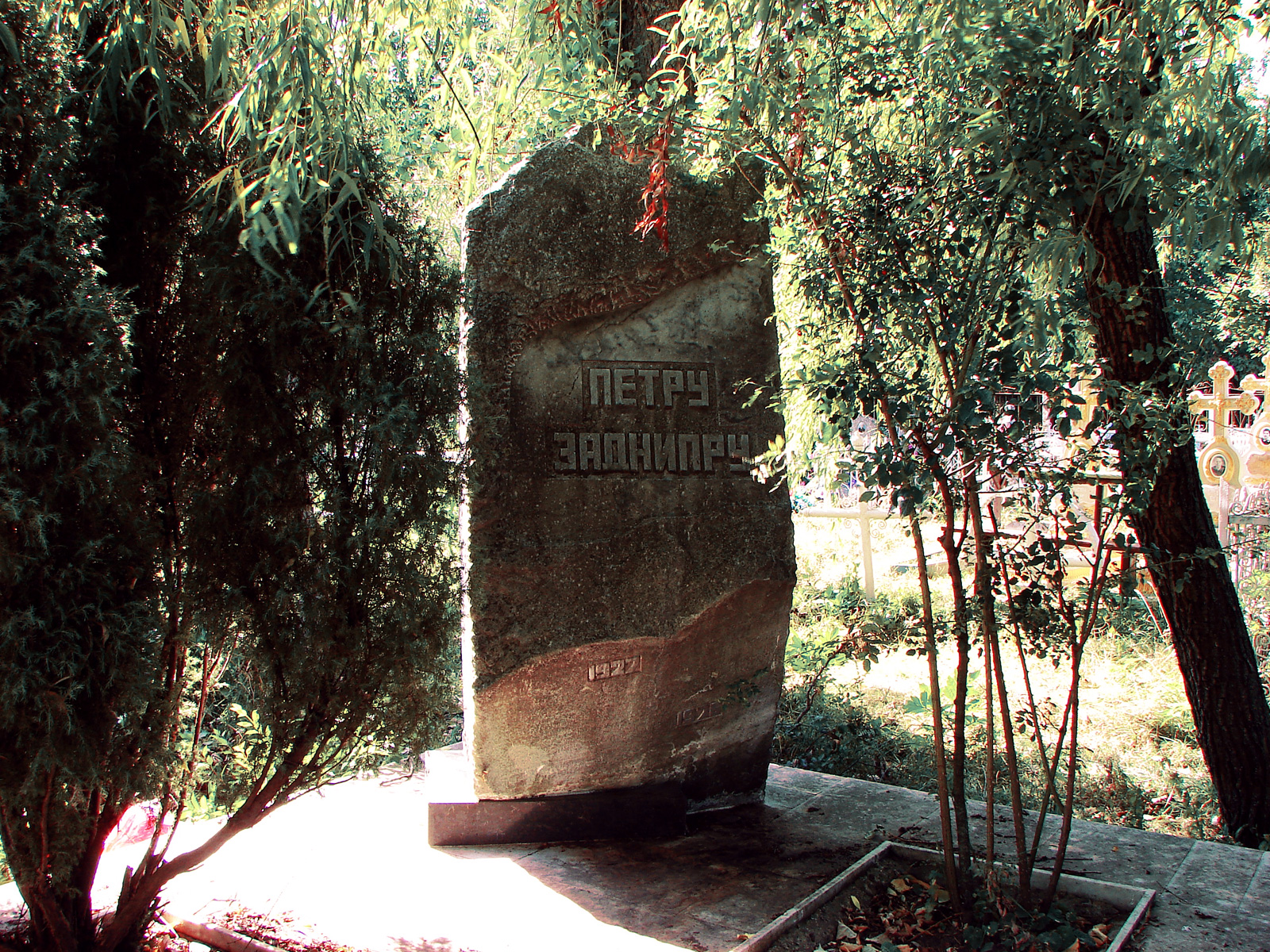
Mormântul lui Petru Zadnipru din Sauca

## Opera
Volume de versuri
- Luminile câmpiei, volum de debut (1952)
- Struguraș de pe colină (1956)
- Însetat de depărtări (1959)
- Lume, dragă lume (1962)
- Gustul pâinii (1964)
- Mi-e dor (1971)
- Mă caut (1976)
- Băieții tatei, băieți (1977)
- Poezii, postume (1981)

Cărți pentru copii
- Ilie-căciulie (1956)
- Tabloul fără un colț (1956)
- Lădița lui Ionel (1958)
- Titirezul (1962)
- Spionul (1964)

## Aprecieri
„Petru Zadnipru a fost și rămâne un liric înzestrat cu o putere neîndoielnică de evocare a simțirii omenești. Mai ales în poeziile axate pe motivul scrutării lumii sufletești, autorul ne-a dat întreaga și adevărata măsură a talentului său, caracterizabil înainte de toate prin firescul trăirii și exprimării sentimentelor și proceselor de conștiință”—Ion Ciocanu, Scriitorii Moldovei în lectura copiilor și adolescenților, 2004
„Zadnipru a fost poetul care a crescut poeți... Fără numele lui Petru Zadnipru nicio antologie a poeziei basarabene nu va fi completă”—Vasile Romanciuc, Scriitorii Moldovei..., 2004
„Antologica poemă «Moldovenii», dincolo de duioșie și proverbială bunătate, dincolo de omenia dovedită, repetat, chiar de autor (...), dincolo de existența neconflictuală a antitezelor, pare a prevesti «râsu-plânsu» nichitian: «La un colț de masă plâng/ La alt colț de masă cântă». Iar sufletul - «glob cu două emisfere» - pare a defini chiar destinul Basarabiei crucificate”—Adrian Dinu Rachieru, Poeți din Basarabia, Editura Academiei Române/Editura Știința, București-Chișinău, 2010